# Puchar CEV siatkarek (1999/2000)
Puchar CEV siatkarek 1999/2000 – 20. sezon turnieju rozgrywanego od 1980 roku, organizowanego przez Europejską Konfederację Piłki Siatkowej (CEV) w ramach europejskich pucharów dla żeńskich klubowych zespołów siatkarskich „starego kontynentu”.

## Drużyny uczestniczące
- VDK Gent Dames
- Nim-Se Budapeszt
- SVS Post Schwechat
- Zrenjanin 023
- ASPTT Miluza
- VC Kanti Schaffhausen
- CS Madeira
- VCR Walfer
- GC Vilacondense
- Tre Penne
- Apollon Limassol
- Panellinios Ateny
- Universitatea Craiova
- AIS Šumen
- Studenti Tirana
- Vicenza Volley
- CV Benidorm
- Eger SE
- Dobrinja Sarajewo
- CSKA Moskwa
- TVC Amstelveen
- Vanajan Hämeenlinna
- OK Nova Gorica
- VK Královo Pole Brno
- Kommunalnik Mohylew
- UVC Graz
- OK Lukavac
- Stal Mielec
- VakıfBank Ankara
- AF Biała Cerkwia
- Penicilina Iași
- Günes Sigorta Stambuł
- Filathlitikos Saloniki
- USSP Albi
- CV Porcelos Burgos
- Franken Brunnen Karbach
- Poštar 064 Belgrad
- ŽOK Novo Mesto
- Holte IF
- Facopa Weert
- BTV Lucerna
- Raanana VBC
- Volley Pétange
- Medinex Reggio Calabria
- Dynamo-Dżinestra Odessa
- Fakieł Nowy Urengoj
- Isola Tongeren
- Bayer Leverkusen

## Rozgrywki

### Faza grupowa
Gandawa
Tabela
| Lp. | Drużyna          | Pkt | Mecze | Mecze | Mecze | Sety | Sety | Sety  | Małe punkty | Małe punkty | Małe punkty |
| Lp. | Drużyna          | Pkt | M     | W     | P     | wyg. | prz. | ratio | zdob.       | str.        | ratio       |
| --- | ---------------- | --- | ----- | ----- | ----- | ---- | ---- | ----- | ----------- | ----------- | ----------- |
| 1   | VDK Gent Dames   | 6   | 3     | 3     | 0     | 9    | 3    | 3.000 | 300         | 241         | 1.245       |
| 2   | Nim-Se Budapeszt | 5   | 3     | 2     | 1     | 7    | 5    | 1.400 | 275         | 257         | 1.070       |
| 3   | Post Schwechat   | 4   | 3     | 1     | 2     | 6    | 7    | 0.857 | 281         | 293         | 0.959       |
| 4   | Zrenjanin 023    | 3   | 3     | 0     | 3     | 2    | 9    | 0.222 | 216         | 281         | 0.769       |

Wyniki
| Data       | Drużyna 1        | Wynik | Drużyna 2        | Sety                              |
| ---------- | ---------------- | ----- | ---------------- | --------------------------------- |
| 1999-11-26 | Zrenjanin 023    | 0:3   | Nim-Se Budapeszt | 15:25, 18:25, 25:27               |
| 1999-11-26 | VDK Gent Dames   | 3:1   | Post Schwechat   | 25:20, 21:25, 25:19, 25:18        |
|            |                  |       |                  |                                   |
| 1999-11-27 | Post Schwechat   | 3:1   | Zrenjanin 023    | 23:25, 25:22, 25:21, 25:19        |
| 1999-11-27 | Nim-Se Budapeszt | 1:3   | VDK Gent Dames   | 21:25, 25:22, 18:25, 24:26        |
|            |                  |       |                  |                                   |
| 1999-11-28 | Post Schwechat   | 2:3   | Nim-Se Budapeszt | 25:20, 15:25, 23:25, 27:25, 11:15 |
| 1999-11-28 | VDK Gent Dames   | 3:1   | Zrenjanin 023    | 31:33, 25:7, 25:18, 25:13         |

#### Grupa B
Walferdange
Tabela
| Lp. | Drużyna            | Pkt | Mecze | Mecze | Mecze | Sety | Sety | Sety  | Małe punkty | Małe punkty | Małe punkty |
| Lp. | Drużyna            | Pkt | M     | W     | P     | wyg. | prz. | ratio | zdob.       | str.        | ratio       |
| --- | ------------------ | --- | ----- | ----- | ----- | ---- | ---- | ----- | ----------- | ----------- | ----------- |
| 1   | ASPTT Mulhouse     | 6   | 3     | 3     | 0     | 9    | 2    | 4.500 | 271         | 195         | 1.390       |
| 2   | Kanti Schaffhausen | 5   | 3     | 2     | 1     | 7    | 4    | 1.750 | 255         | 214         | 1.192       |
| 3   | CS Madeira         | 4   | 3     | 1     | 2     | 5    | 6    | 0.833 | 236         | 228         | 1.035       |
| 4   | VCR Walfer         | 3   | 3     | 0     | 3     | 0    | 9    | 0.000 | 100         | 225         | 0.444       |

Wyniki
| Data       | Drużyna 1          | Wynik | Drużyna 2          | Sety                       |
| ---------- | ------------------ | ----- | ------------------ | -------------------------- |
| 1999-11-26 | CS Madeira         | 1:3   | ASPTT Mulhouse     | 18:25, 25:23, 15:25, 22:25 |
| 1999-11-26 | VCR Walfer         | 0:3   | Kanti Schaffhausen | 6:25, 15:25, 14:25         |
|            |                    |       |                    |                            |
| 1999-11-27 | ASPTT Mulhouse     | 3:1   | Kanti Schaffhausen | 23:25, 25:23, 25:15, 25:20 |
| 1999-11-27 | VCR Walfer         | 0:3   | CS Madeira         | 10:25, 8:25, 15:25         |
|            |                    |       |                    |                            |
| 1999-11-28 | Kanti Schaffhausen | 3:1   | CS Madeira         | 25:22, 25:19, 22:25, 25:15 |
| 1999-11-28 | ASPTT Mulhouse     | 3:0   | VCR Walfer         | 25:11, 25:14, 25:7         |

#### Grupa C
Limassol
Tabela
| Lp. | Drużyna          | Pkt | Mecze | Mecze | Mecze | Sety | Sety | Sety  | Małe punkty | Małe punkty | Małe punkty |
| Lp. | Drużyna          | Pkt | M     | W     | P     | wyg. | prz. | ratio | zdob.       | str.        | ratio       |
| --- | ---------------- | --- | ----- | ----- | ----- | ---- | ---- | ----- | ----------- | ----------- | ----------- |
| 1   | GC Vilacondense  | 4   | 2     | 2     | 0     | 6    | 0    | MAX   | 150         | 92          | 1.630       |
| 2   | Tre Penne        | 3   | 2     | 1     | 1     | 3    | 3    | 1.000 | 130         | 124         | 1.048       |
| 3   | Apollon Limassol | 2   | 2     | 0     | 2     | 0    | 6    | 0.000 | 86          | 150         | 0.573       |

Wyniki
| Data       | Drużyna 1        | Wynik | Drużyna 2        | Sety                |
| ---------- | ---------------- | ----- | ---------------- | ------------------- |
| 1999-11-26 | Tre Penne        | 0:3   | GC Vilacondense  | 14:25, 18:25, 23:25 |
| 1999-11-27 | Apollon Limassol | 0:3   | Tre Penne        | 20:25, 17:25, 12:25 |
| 1999-11-28 | GC Vilacondense  | 3:0   | Apollon Limassol | 25:11, 25:12, 25:14 |

#### Grupa D
Ateny
Tabela
| Lp. | Drużyna               | Pkt | Mecze | Mecze | Mecze | Sety | Sety | Sety  | Małe punkty | Małe punkty | Małe punkty |
| Lp. | Drużyna               | Pkt | M     | W     | P     | wyg. | prz. | ratio | zdob.       | str.        | ratio       |
| --- | --------------------- | --- | ----- | ----- | ----- | ---- | ---- | ----- | ----------- | ----------- | ----------- |
| 1   | Panellinios Ateny     | 6   | 3     | 3     | 0     | 9    | 0    | MAX   | 225         | 139         | 1.619       |
| 2   | Universitatea Craiova | 5   | 3     | 2     | 1     | 6    | 3    | 2.000 | 204         | 200         | 1.020       |
| 3   | AIS Šumen             | 4   | 3     | 1     | 2     | 3    | 6    | 0.500 | 185         | 196         | 0.944       |
| 4   | Studenti Tirana       | 3   | 3     | 0     | 3     | 0    | 9    | 0.000 | 146         | 225         | 0.649       |

Wyniki
| Data       | Drużyna 1             | Wynik | Drużyna 2             | Sety                |
| ---------- | --------------------- | ----- | --------------------- | ------------------- |
| 1999-11-26 | Studenti Tirana       | 0:3   | Panellinios Ateny     | 8:25, 15:25, 12:25  |
| 1999-11-26 | AIS Šumen             | 0:3   | Universitatea Craiova | 21:25, 19:25, 20:25 |
|            |                       |       |                       |                     |
| 1999-11-27 | AIS Šumen             | 3:0   | Studenti Tirana       | 25:12, 25:13, 25:21 |
| 1999-11-27 | Panellinios Ateny     | 3:0   | Universitatea Craiova | 25:15, 25:18, 25:21 |
|            |                       |       |                       |                     |
| 1999-11-28 | Universitatea Craiova | 3:0   | Studenti Tirana       | 25:20, 25:22, 25:23 |
| 1999-11-28 | Panellinios Ateny     | 3:0   | AIS Šumen             | 25:15, 25:17, 25:18 |

#### Grupa E
Vicenza
Tabela
| Lp. | Drużyna           | Pkt | Mecze | Mecze | Mecze | Sety | Sety | Sety  | Małe punkty | Małe punkty | Małe punkty |
| Lp. | Drużyna           | Pkt | M     | W     | P     | wyg. | prz. | ratio | zdob.       | str.        | ratio       |
| --- | ----------------- | --- | ----- | ----- | ----- | ---- | ---- | ----- | ----------- | ----------- | ----------- |
| 1   | Vicenza Volley    | 6   | 3     | 3     | 0     | 9    | 0    | MAX   | 225         | 158         | 1.424       |
| 2   | CV Benidorm       | 5   | 3     | 2     | 1     | 6    | 5    | 1.200 | 248         | 216         | 1.148       |
| 3   | Eger SE           | 4   | 3     | 1     | 2     | 5    | 6    | 0.833 | 234         | 234         | 1.000       |
| 4   | Dobrinja Sarajewo | 3   | 3     | 0     | 3     | 0    | 9    | 0.000 | 126         | 225         | 0.560       |

Wyniki
| Data       | Drużyna 1         | Wynik | Drużyna 2         | Sety                             |
| ---------- | ----------------- | ----- | ----------------- | -------------------------------- |
| 1999-11-26 | Vicenza Volley    | 3:0   | Eger SE           | 25:18, 25:20, 25:20              |
| 1999-11-26 | CV Benidorm       | 3:0   | Dobrinja Sarajewo | 25:14, 25:12, 25:14              |
|            |                   |       |                   |                                  |
| 1999-11-27 | Eger SE           | 3:0   | Dobrinja Sarajewo | 25:7, 25:19, 25:18               |
| 1999-11-27 | Vicenza Volley    | 3:0   | CV Benidorm       | 25:20, 25:19, 25:19              |
|            |                   |       |                   |                                  |
| 1999-11-28 | CV Benidorm       | 3:2   | Eger SE           | 23:25, 25:22, 27:29, 25:18, 15:7 |
| 1999-11-28 | Dobrinja Sarajewo | 0:3   | Vicenza Volley    | 12:25, 18:25, 12:25              |

#### Grupa F
Hämeenlinna
Tabela
| Lp. | Drużyna             | Pkt | Mecze | Mecze | Mecze | Sety | Sety | Sety  | Małe punkty | Małe punkty | Małe punkty |
| Lp. | Drużyna             | Pkt | M     | W     | P     | wyg. | prz. | ratio | zdob.       | str.        | ratio       |
| --- | ------------------- | --- | ----- | ----- | ----- | ---- | ---- | ----- | ----------- | ----------- | ----------- |
| 1   | CSKA Moskwa         | 6   | 3     | 3     | 0     | 9    | 3    | 3.000 | 280         | 244         | 1.148       |
| 2   | TVC Amstelveen      | 5   | 3     | 2     | 1     | 6    | 4    | 1.500 | 241         | 230         | 1.048       |
| 3   | Vanajan Hämeenlinna | 4   | 3     | 1     | 2     | 5    | 7    | 0.714 | 272         | 265         | 1.026       |
| 4   | OK Nova Gorica      | 3   | 3     | 0     | 3     | 3    | 9    | 0.333 | 235         | 289         | 0.813       |

Wyniki
| Data       | Drużyna 1           | Wynik | Drużyna 2           | Sety                              |
| ---------- | ------------------- | ----- | ------------------- | --------------------------------- |
| 1999-11-26 | OK Nova Gorica      | 1:3   | TVC Amstelveen      | 22:25, 25:18, 19:25, 14:25        |
| 1999-11-26 | Vanajan Hämeenlinna | 2:3   | CSKA Moskwa         | 18:25, 20:25, 25:20, 25:20, 13:15 |
|            |                     |       |                     |                                   |
| 1999-11-27 | CSKA Moskwa         | 3:1   | OK Nova Gorica      | 24:26, 25:15, 25:16, 25:19        |
| 1999-11-27 | TVC Amstelveen      | 3:0   | Vanajan Hämeenlinna | 31:29, 25:22, 25:23               |
|            |                     |       |                     |                                   |
| 1999-11-28 | TVC Amstelveen      | 0:3   | CSKA Moskwa         | 23:25, 24:26, 20:25               |
| 1999-11-28 | OK Nova Gorica      | 1:3   | Vanajan Hämeenlinna | 17:25, 18:25, 25:22, 19:25        |

#### Grupa G
Brno
Tabela
| Lp. | Drużyna             | Pkt | Mecze | Mecze | Mecze | Sety | Sety | Sety  | Małe punkty | Małe punkty | Małe punkty |
| Lp. | Drużyna             | Pkt | M     | W     | P     | wyg. | prz. | ratio | zdob.       | str.        | ratio       |
| --- | ------------------- | --- | ----- | ----- | ----- | ---- | ---- | ----- | ----------- | ----------- | ----------- |
| 1   | Královo Pole Brno   | 6   | 3     | 3     | 0     | 9    | 0    | MAX   | 225         | 97          | 2.320       |
| 2   | Kommunalnik Mohylew | 5   | 3     | 2     | 1     | 6    | 5    | 1.200 | 226         | 220         | 1.027       |
| 3   | UVC Graz            | 4   | 3     | 1     | 2     | 5    | 6    | 0.833 | 217         | 239         | 0.908       |
| 4   | OK Lukavac          | 3   | 3     | 0     | 3     | 0    | 9    | 0.000 | 113         | 225         | 0.502       |

Wyniki
| Data       | Drużyna 1           | Wynik | Drużyna 2           | Sety                             |
| ---------- | ------------------- | ----- | ------------------- | -------------------------------- |
| 1999-11-26 | Královo Pole Brno   | 3:0   | OK Lukavac          | 25:7, 25:3, 25:5                 |
| 1999-11-26 | Kommunalnik Mohylew | 3:2   | UVC Graz            | 25:16, 24:26, 27:29, 25:15, 15:9 |
|            |                     |       |                     |                                  |
| 1999-11-27 | Královo Pole Brno   | 3:0   | Kommunalnik Mohylew | 25:7, 25:18, 25:10               |
| 1999-11-27 | OK Lukavac          | 0:3   | UVC Graz            | 15:25, 15:25, 18:25              |
|            |                     |       |                     |                                  |
| 1999-11-28 | Kommunalnik Mohylew | 3:0   | OK Lukavac          | 25:17, 25:19, 25:14              |
| 1999-11-28 | UVC Graz            | 0:3   | Královo Pole Brno   | 12:25, 15:25, 20:25              |

#### Grupa H
Mielec
Tabela
| Lp. | Drużyna          | Pkt | Mecze | Mecze | Mecze | Sety | Sety | Sety  | Małe punkty | Małe punkty | Małe punkty |
| Lp. | Drużyna          | Pkt | M     | W     | P     | wyg. | prz. | ratio | zdob.       | str.        | ratio       |
| --- | ---------------- | --- | ----- | ----- | ----- | ---- | ---- | ----- | ----------- | ----------- | ----------- |
| 1   | Stal Mielec      | 6   | 3     | 3     | 0     | 9    | 2    | 4.500 | 264         | 221         | 1.195       |
| 2   | VakıfBank Ankara | 5   | 3     | 2     | 1     | 8    | 4    | 2.000 | 284         | 231         | 1.229       |
| 3   | AF Biała Cerkwia | 4   | 3     | 1     | 2     | 3    | 7    | 0.429 | 194         | 228         | 0.851       |
| 4   | Penicilina Iași  | 3   | 3     | 0     | 3     | 2    | 9    | 0.222 | 197         | 259         | 0.761       |

Wyniki
| Data       | Drużyna 1        | Wynik | Drużyna 2        | Sety                              |
| ---------- | ---------------- | ----- | ---------------- | --------------------------------- |
| 1999-11-26 | Stal Mielec      | 3:0   | AF Biała Cerkwia | 25:11, 26:24, 25:18               |
| 1999-11-26 | VakıfBank Ankara | 3:1   | Penicilina Iași  | 20:25, 25:8, 25:13, 25:20         |
|            |                  |       |                  |                                   |
| 1999-11-27 | AF Biała Cerkwia | 3:1   | Penicilina Iași  | 25:22, 14:25, 25:16, 25:14        |
| 1999-11-27 | Stal Mielec      | 3:2   | VakıfBank Ankara | 29:27, 22:25, 26:24, 21:25, 15:13 |
|            |                  |       |                  |                                   |
| 1999-11-28 | VakıfBank Ankara | 3:0   | AF Biała Cerkwia | 25:20, 25:14, 25:18               |
| 1999-11-28 | Penicilina Iași  | 0:3   | Stal Mielec      | 20:25, 17:25, 17:25               |

#### Grupa I
Burgos
Tabela
| Lp. | Drużyna                | Pkt | Mecze | Mecze | Mecze | Sety | Sety | Sety  | Małe punkty | Małe punkty | Małe punkty |
| Lp. | Drużyna                | Pkt | M     | W     | P     | wyg. | prz. | ratio | zdob.       | str.        | ratio       |
| --- | ---------------------- | --- | ----- | ----- | ----- | ---- | ---- | ----- | ----------- | ----------- | ----------- |
| 1   | Günes Sigorta Stambuł  | 5   | 3     | 2     | 1     | 8    | 3    | 2.667 | 260         | 230         | 1.130       |
| 2   | Filathlitikos Saloniki | 5   | 3     | 2     | 1     | 7    | 5    | 1.400 | 255         | 256         | 0.996       |
| 3   | USSP Albi              | 5   | 3     | 2     | 1     | 6    | 5    | 1.200 | 261         | 234         | 1.115       |
| 4   | CV Porcelos Burgos     | 3   | 3     | 0     | 3     | 1    | 9    | 0.111 | 194         | 250         | 0.776       |

Wyniki
| Data       | Drużyna 1              | Wynik | Drużyna 2              | Sety                             |
| ---------- | ---------------------- | ----- | ---------------------- | -------------------------------- |
| 1999-11-26 | USSP Albi              | 0:3   | Günes Sigorta Stambuł  | 24:26, 20:25, 22:25              |
| 1999-11-26 | CV Porcelos Burgos     | 0:3   | Filathlitikos Saloniki | 21:25, 17:25, 14:25              |
|            |                        |       |                        |                                  |
| 1999-11-27 | Günes Sigorta Stambuł  | 3:0   | CV Porcelos Burgos     | 25:21, 28:26, 25:19              |
| 1999-11-27 | USSP Albi              | 3:1   | Filathlitikos Saloniki | 25:23, 25:21, 23:25, 25:13       |
|            |                        |       |                        |                                  |
| 1999-11-28 | CV Porcelos Burgos     | 1:3   | USSP Albi              | 17:25, 25:22, 20:25, 14:25       |
| 1999-11-28 | Filathlitikos Saloniki | 3:2   | Günes Sigorta Stambuł  | 14:25, 17:25, 26:24, 26:24, 15:8 |

#### Grupa J
Karbach
Tabela
| Lp. | Drużyna                 | Pkt | Mecze | Mecze | Mecze | Sety | Sety | Sety  | Małe punkty | Małe punkty | Małe punkty |
| Lp. | Drużyna                 | Pkt | M     | W     | P     | wyg. | prz. | ratio | zdob.       | str.        | ratio       |
| --- | ----------------------- | --- | ----- | ----- | ----- | ---- | ---- | ----- | ----------- | ----------- | ----------- |
| 1   | Franken Brunnen Karbach | 6   | 3     | 3     | 0     | 9    | 0    | MAX   | 225         | 140         | 1.607       |
| 2   | Poštar Belgrad          | 5   | 3     | 2     | 1     | 6    | 4    | 1.500 | 228         | 220         | 1.036       |
| 3   | ŽOK Novo Mesto          | 4   | 3     | 1     | 2     | 4    | 6    | 0.667 | 214         | 238         | 0.899       |
| 4   | Holte IF                | 3   | 3     | 0     | 3     | 0    | 9    | 0.000 | 156         | 225         | 0.693       |

Wyniki
| Data       | Drużyna 1               | Wynik | Drużyna 2               | Sety                              |
| ---------- | ----------------------- | ----- | ----------------------- | --------------------------------- |
| 1999-11-26 | ŽOK Novo Mesto          | 1:3   | Poštar Belgrad          | 27:29, 18:25, 26:24, 17:25        |
| 1999-11-26 | Franken Brunnen Karbach | 3:0   | Holte IF                | 25:9, 25:14, 25:16, 25:13, 25:20  |
|            |                         |       |                         |                                   |
| 1999-11-27 | Holte IF                | 0:3   | Poštar Belgrad          | 17:25, 23:25, 17:25, 25:16, 25:14 |
| 1999-11-27 | Franken Brunnen Karbach | 3:0   | ŽOK Novo Mesto          | 25:18, 25:15, 25:18, 26:24, 21:25 |
|            |                         |       |                         |                                   |
| 1999-11-28 | Holte IF                | 0:3   | ŽOK Novo Mesto          | 21:25, 18:25, 21:25, 25:18        |
| 1999-11-28 | Poštar Belgrad          | 0:3   | Franken Brunnen Karbach | 11:25, 18:25, 21:25, 17:25        |

#### Grupa K
Lucerna
Tabela
| Lp. | Drużyna        | Pkt | Mecze | Mecze | Mecze | Sety | Sety | Sety  | Małe punkty | Małe punkty | Małe punkty |
| Lp. | Drużyna        | Pkt | M     | W     | P     | wyg. | prz. | ratio | zdob.       | str.        | ratio       |
| --- | -------------- | --- | ----- | ----- | ----- | ---- | ---- | ----- | ----------- | ----------- | ----------- |
| 1   | Facopa Weert   | 6   | 3     | 3     | 0     | 9    | 0    | MAX   | 228         | 156         | 1.462       |
| 2   | BTV Lucerna    | 5   | 3     | 2     | 1     | 6    | 3    | 2.000 | 211         | 147         | 1.435       |
| 3   | Raanana VBC    | 4   | 3     | 1     | 2     | 3    | 6    | 0.500 | 183         | 200         | 0.915       |
| 4   | Volley Pétange | 3   | 3     | 0     | 3     | 0    | 9    | 0.000 | 108         | 227         | 0.476       |

Wyniki
| Data       | Drużyna 1      | Wynik | Drużyna 2      | Sety                              |
| ---------- | -------------- | ----- | -------------- | --------------------------------- |
| 1999-11-26 | Facopa Weert   | 3:0   | Raanana VBC    | 26:24, 25:12, 25:20, 22:25        |
| 1999-11-26 | BTV Lucerna    | 3:0   | Volley Pétange | 25:7, 25:5, 25:8, 14:25           |
|            |                |       |                |                                   |
| 1999-11-27 | Volley Pétange | 0:3   | Facopa Weert   | 18:25, 10:25, 11:25, 25:19        |
| 1999-11-27 | Raanana VBC    | 0:3   | BTV Lucerna    | 15:25, 18:25, 16:25, 23:25, 25:13 |
|            |                |       |                |                                   |
| 1999-11-28 | Volley Pétange | 0:3   | Raanana VBC    | 15:25, 9:25, 25:27, 20:25, 14:25  |
| 1999-11-28 | BTV Lucerna    | 0:3   | Facopa Weert   | 16:25, 20:25, 25:27, 26:24, 26:24 |

### 1/8 finału
| Data       | Drużyna 1               | Wynik | Drużyna 2             | Sety                              |
| ---------- | ----------------------- | ----- | --------------------- | --------------------------------- |
| 19.01.2000 | Medinex Reggio Calabria | 3:0   | Královo Pole Brno     | 25:11, 25:15, 25:19               |
| 20.01.2000 | Medinex Reggio Calabria | 3:0   | Královo Pole Brno     | 25:20, 25:15, 25:15               |
| 12.01.2000 | Panellinios Ateny       | 3:0   | GC Vilacondense       | 25:15, 25:22, 25:15               |
| 18.01.2000 | Panellinios Ateny       | 3:1   | GC Vilacondense       | 21:25, 25:14, 25:18, 27:25        |
| 12.01.2000 | Facopa Weert            | 0:3   | Vicenza Volley        | 24:26, 13:25, 15:25               |
| 20.01.2000 | Facopa Weert            | 0:3   | Vicenza Volley        | 18:25, 24:26, 22:25               |
| 12.01.2000 | Dynamo-Dżinestra Odessa | 3:0   | Stal Mielec           | 25:16, 25:15, 25:21               |
| 19.01.2000 | Dynamo-Dżinestra Odessa | 0:3   | Stal Mielec           | 22:25, 19:25, 20:25               |
| 12.01.2000 | ASPTT Mulhouse          | 2:3   | Günes Sigorta Stambuł | 22:25, 16:25, 25:21, 25:22, 7:15  |
| 20.01.2000 | ASPTT Mulhouse          | 0:3   | Günes Sigorta Stambuł | 20:25, 23:25, 14:25               |
| 12.01.2000 | Franken Brunnen Karbach | 3:2   | Fakieł Nowy Urengoj   | 20:25, 25:17, 25:20, 24:26, 15:13 |
| 20.01.2000 | Franken Brunnen Karbach | 0:3   | Fakieł Nowy Urengoj   | 22:25, 15:25, 23:25               |
| 12.01.2000 | VDK Gent Dames          | 0:3   | Isola Tongeren        | 18:25, 25:27, 17:25               |
| 19.01.2000 | VDK Gent Dames          | 0:3   | Isola Tongeren        | 18:25, 12:25, 13:25               |
| 11.01.2000 | Bayer Leverkusen        | 3:2   | CSKA Moskwa           | 25:17, 20:25, 18:25, 25:20, 15:12 |
| 20.01.2000 | Bayer Leverkusen        | 0:3   | CSKA Moskwa           | 18:25, 16:25, 15:25               |

### 1/4 finału
| Data       | Drużyna 1               | Wynik | Drużyna 2           | Sety                             |
| ---------- | ----------------------- | ----- | ------------------- | -------------------------------- |
| 16.02.2000 | Medinex Reggio Calabria | 3:0   | Panellinios Ateny   | 25:12, 25:10, 25:17              |
| 09.02.2000 | Medinex Reggio Calabria | 3:0   | Panellinios Ateny   | 25:17, 25:22, 25:17              |
| 16.02.2000 | Dynamo-Dżinestra Odessa | 0:3   | Vicenza Volley      | 18:25, 14:25, 22:25              |
| 17.02.2000 | Dynamo-Dżinestra Odessa | 2:3   | Vicenza Volley      | 27:25, 15:25, 22:25, 25:20, 5:15 |
| 10.02.2000 | Günes Sigorta Stambuł   | 3:1   | Fakieł Nowy Urengoj | 22:25, 25:16, 25:18, 25:21       |
| 16.02.2000 | Günes Sigorta Stambuł   | 3:1   | Fakieł Nowy Urengoj | 17:25, 27:25, 25:22, 29:27       |
| 09.02.2000 | CSKA Moskwa             | 3:1   | Isola Tongeren      | 25:15, 25:15, 23:25, 25:21       |
| 16.02.2000 | CSKA Moskwa             | 0:3   | Isola Tongeren      | 20:25, 24:26, 17:25              |

### Turniej finałowy
Reggio Calabria

#### Półfinał
| Data       | Drużyna 1               | Wynik | Drużyna 2             | Sety                |
| ---------- | ----------------------- | ----- | --------------------- | ------------------- |
| 2000-03-03 | Medinex Reggio Calabria | 3:0   | Isola Tongeren        | 25:11, 25:11, 25:16 |
| 2000-03-03 | Vicenza Volley          | 3:0   | Günes Sigorta Stambuł | 25:19, 26:24, 25:13 |

#### Mecz o 3. miejsce
| Data       | Drużyna 1             | Wynik | Drużyna 2      | Sety                |
| ---------- | --------------------- | ----- | -------------- | ------------------- |
| 2000-03-04 | Günes Sigorta Stambuł | 3:0   | Isola Tongeren | 25:22, 26:24, 25:16 |

#### Finał
| Data       | Drużyna 1               | Wynik | Drużyna 2      | Sety                       |
| ---------- | ----------------------- | ----- | -------------- | -------------------------- |
| 2000-03-04 | Medinex Reggio Calabria | 3:1   | Vicenza Volley | 25:22, 22:25, 25:22, 25:15 |

## Klasyfikacja końcowa
| Miejsce | Drużyna                 |
| ------- | ----------------------- |
| złoto   | Medinex Reggio Calabria |
| srebro  | Vicenza Volley          |
| brąz    | Günes Sigorta Stambuł   |
| 4.      | Isola Tongeren          |